# Suspensões do Twitter em dezembro de 2022
No dia 15 de dezembro de 2022, o Twitter (agora X) suspendeu as contas de dez jornalistas que cobriam a empresa e seu proprietário, Elon Musk. Entre eles estavam os repórteres Keith Olbermann, Steven L. Herman e Donie O'Sullivan, e jornalistas do The New York Times, The Washington Post, CNN e The Intercept. As suspensões foram motivadas por um incidente ocorrido no dia 14 de dezembro, quando um perseguidor perseguiu o filho de dois anos de Elon Musk, que estava em um carro com sua babá. Musk alegou que as contas violaram uma política contra o doxing. Os donos das contas afirmaram inicialmente que as suspensões eram permanentes, mas Musk esclareceu posteriormente que o acesso às contas seria limitado por sete dias. Algumas das contas foram reativadas antes desse prazo.
Os representantes do Twitter não deram nenhuma explicação para sua decisão. Eles afirmaram posteriormente que se tratava de uma violação de uma nova regra, criada um dia antes das suspensões. A nova política proibia as contas de compartilhar informações em tempo real sobre voos de jatos particulares. As suspensões teriam sido uma resposta à conta @ElonJet, que monitorava o jato privado de Musk. A conta e outras similares foram suspensas do Twitter no dia 14 de dezembro de 2022, mas continuaram operando no Facebook, Mastodon e outras plataformas de mídia social.
Vários dos jornalistas suspensos negaram ter violado a regra, e afirmaram que, embora alguns tivessem incluído vínculos para @ElonJet em seus artigos ou reportado sobre a conta, ela já estava suspensa no momento das publicações. A conta do Twitter do Mastodon - uma plataforma de mídia social concorrente - também foi suspensa no dia 15 de dezembro, após vincular a @ElonJet em um servidor Mastodon. Os usuários não puderam compartilhar vínculos do Mastodon em seus tweets, e eles foram marcados como "potencialmente nocivos" e contendo "malware".
Musk comentou sobre as suspensões que "as mesmas regras de doxing se aplicam a 'jornalistas' como a todos os outros"  e "você faz doxing, você é banido. Fim da história." Musk realizou duas enquetes informais no Twitter, perguntando aos seus seguidores quando as contas deveriam ser restauradas. Em ambos os casos, a maioria dos usuários disse que deveria ser imediatamente. No dia 16 de dezembro, seguindo essas enquetes, Musk restaurou várias das contas, mas outras permaneceram suspensas, e alguns jornalistas foram informados de que suas contas não seriam restauradas a menos que excluíssem certas postagens, conforme descrito na política de aplicação do Twitter.